# Lantana floridana
Lantana floridana là một loài thực vật có hoa trong họ Cỏ roi ngựa. Loài này được Raf. mô tả khoa học đầu tiên năm 1832.